# ЦАР на Олимпийских играх
Центральноафриканская Республика принимала участие в 11 летних Олимпийских играх. Дебютировала на летних Олимпийских играх в Мехико, однако затем пропустила Игры в Мюнхене, в Монреале и в Москве, и вернулась в Олимпийскую семью только в 1984 году на летних Олимпийских играх в Лос-Анджелесе. С тех пор участвовала во всех летних играх. В зимних Олимпийских играх Центральноафриканская Республика не участвовала. Спортсмены этой страны никогда не завоёвывали олимпийских медалей.

## Таблица медалей

### Летние Олимпийские игры
| Игры                | Спортсменов          | Золото               | Серебро              | Бронза               | Всего                | Место                |
| ------------------- | -------------------- | -------------------- | -------------------- | -------------------- | -------------------- | -------------------- |
| 1968 Мехико         | 1                    | 0                    | 0                    | 0                    | 0                    | —                    |
| 1972—1980           | не принимала участие | не принимала участие | не принимала участие | не принимала участие | не принимала участие | не принимала участие |
| 1984 Лос-Анджелес   | 3                    | 0                    | 0                    | 0                    | 0                    | —                    |
| 1988 Сеул           | 15                   | 0                    | 0                    | 0                    | 0                    | -                    |
| 1992 Барселона      | 15                   | 0                    | 0                    | 0                    | 0                    | —                    |
| 1996 Атланта        | 5                    | 0                    | 0                    | 0                    | 0                    | —                    |
| 2000 Сидней         | 3                    | 0                    | 0                    | 0                    | 0                    | —                    |
| 2004 Афины          | 4                    | 0                    | 0                    | 0                    | 0                    | —                    |
| 2008 Пекин          | 3                    | 0                    | 0                    | 0                    | 0                    | —                    |
| 2012 Лондон         | 6                    | 0                    | 0                    | 0                    | 0                    | —                    |
| 2016 Рио-де-Жанейро | 6                    | 0                    | 0                    | 0                    | 0                    | —                    |
| 2020 Токио          | 2                    | 0                    | 0                    | 0                    | 0                    | —                    |
| Итого               | Итого                | 0                    | 0                    | 0                    | 0                    |                      |